# Speelslinger Frederik Hendrikplantsoen
De Speelslinger Frederik Hendrikplantsoen is een speelobject annex brug annex kunstwerk in het Frederik Hendrikplantsoen in Amsterdam-West.
In de periode 2012 tot 2015 werd genoemd plantsoen heringericht onder beheer van Buro Sant & Co. Stad en buurt verlangden een modernisering van het park. Paden werden verlegd (binnen het originele bomenplan) en er kwam ook een nieuwe speelplaats, nieuw meubilair en nieuwe speelobjecten. In die laatste twee categorieën kan ook De stam van Joep van Lieshout gezien worden. Het lijken beelden, maar er wordt op gezeten en gespeeld. Het grootste deel van die herinrichting vond plaats op maaiveldniveau. Carve bezag het vanuit een andere hoek. Zij ontwierp een van palen en kabels aan elkaar hangende loopbrug die de verbinding maakt tussen de speelplaatsen op dat maaiveld. De brug is volgens opgave van Carve zelf vier meter hoog. De speelslinger hangt zo hoog om met het toestel zo weinig mogelijk grond aan het park te onttrekken en parkwandelaars de vrije doorgang te blijven geven. Tevens creëert de slinger een afwijkend zichtveld; ze beweegt zich tussen het bladerdak van de bomen.
Carve maakte ook voor het Oosterpark een dergelijke speelslinger maar dan op de grond; in het Vondelpark kreeg het een aparte naam, het Boomkronenpad.